# Ford Puma (2019)
Ford Puma — компактный кроссовер фирмы Ford, предназначенный для европейского рынка и выпускающийся на заводе компании в Крайове с 2019 года.

## Технические характеристики
Puma — мягкий гибрид. Под капотом машины стоит однолитровый трёхцилиндровый бензиновый двигатель EcoBoost (125 или 155 лошадиных сил на выбор), с литий-ионным аккумулятором на 48 В, подзаряжающимся от тормозной системы. Установленный ремённый привод BISG увеличивает мощность максимум на 16,5 лошадиных сил, а крутящий момент — на 50 Н⋅м.
Модель построена на базе Fiesta седьмого поколения.

## Выпуск модели
Выпуск кроссовера стартовал в октябре 2019 года на заводе Ford Romania в Крайове, где модель будет выпускаться параллельно с Ford EcoSport, другим субкомпактным кроссовером марки, использующий тот же двигатель EcoBoost 1.0. Puma продается на рынках Европы, Австралии и Новой Зеландии.
За первые три месяца 2020 года было выпущено и продано в Европе 18 713 автомобилей Ford Puma.

## Спецверсии
В мае 2019 года на испытаниях замечена «заряженная версия» кроссовера — Ford Puma ST. Ровно через год в мае 2020 года был показан тизер, а затем и сама машина. Вероятно, на автомобиле стоит мотор EcoBoost 1.5 (200 л. с.) от одноплатформенной Fiesta ST.

## Галерея

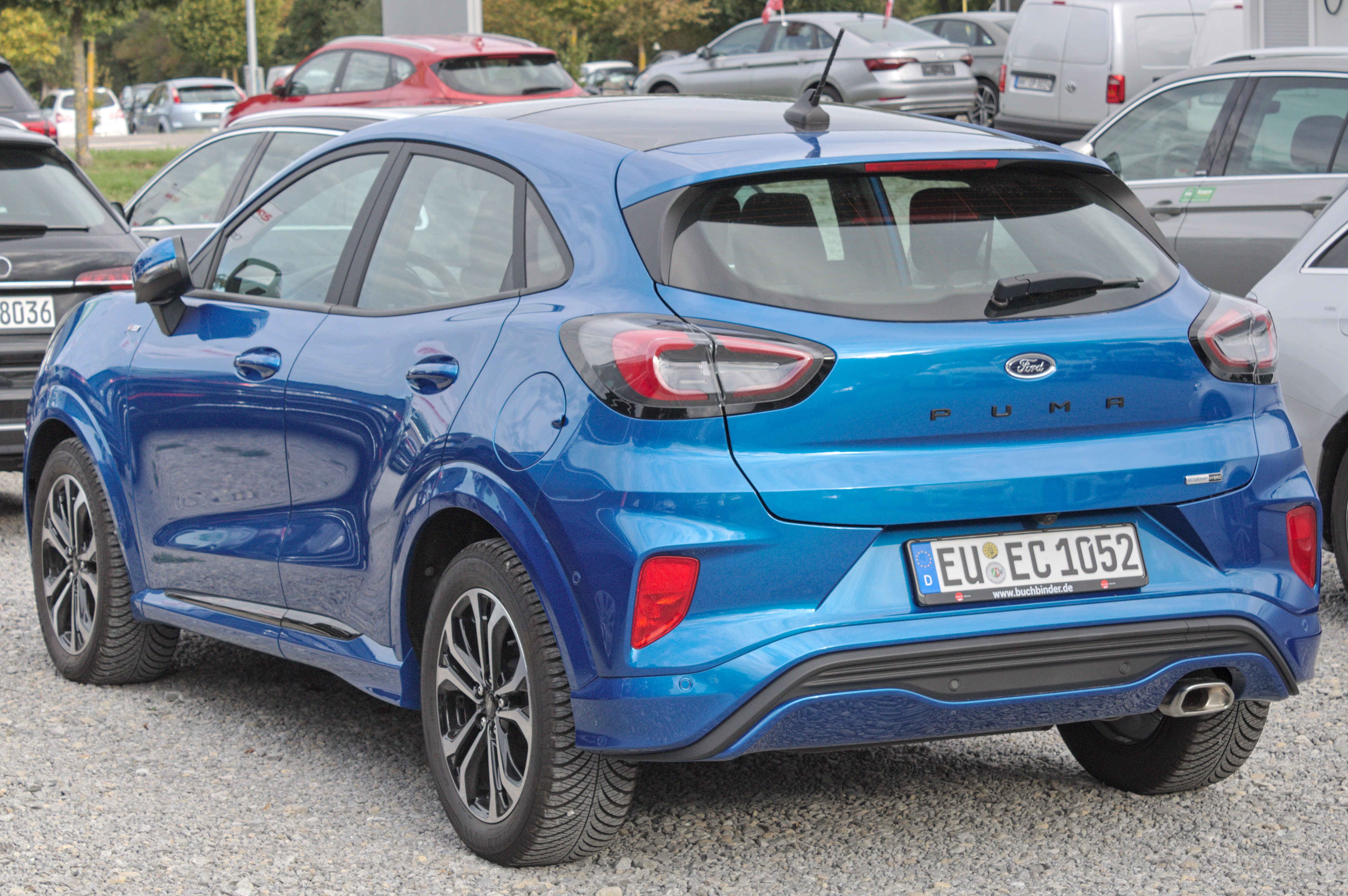
Вид сзади (до рестайлинга)
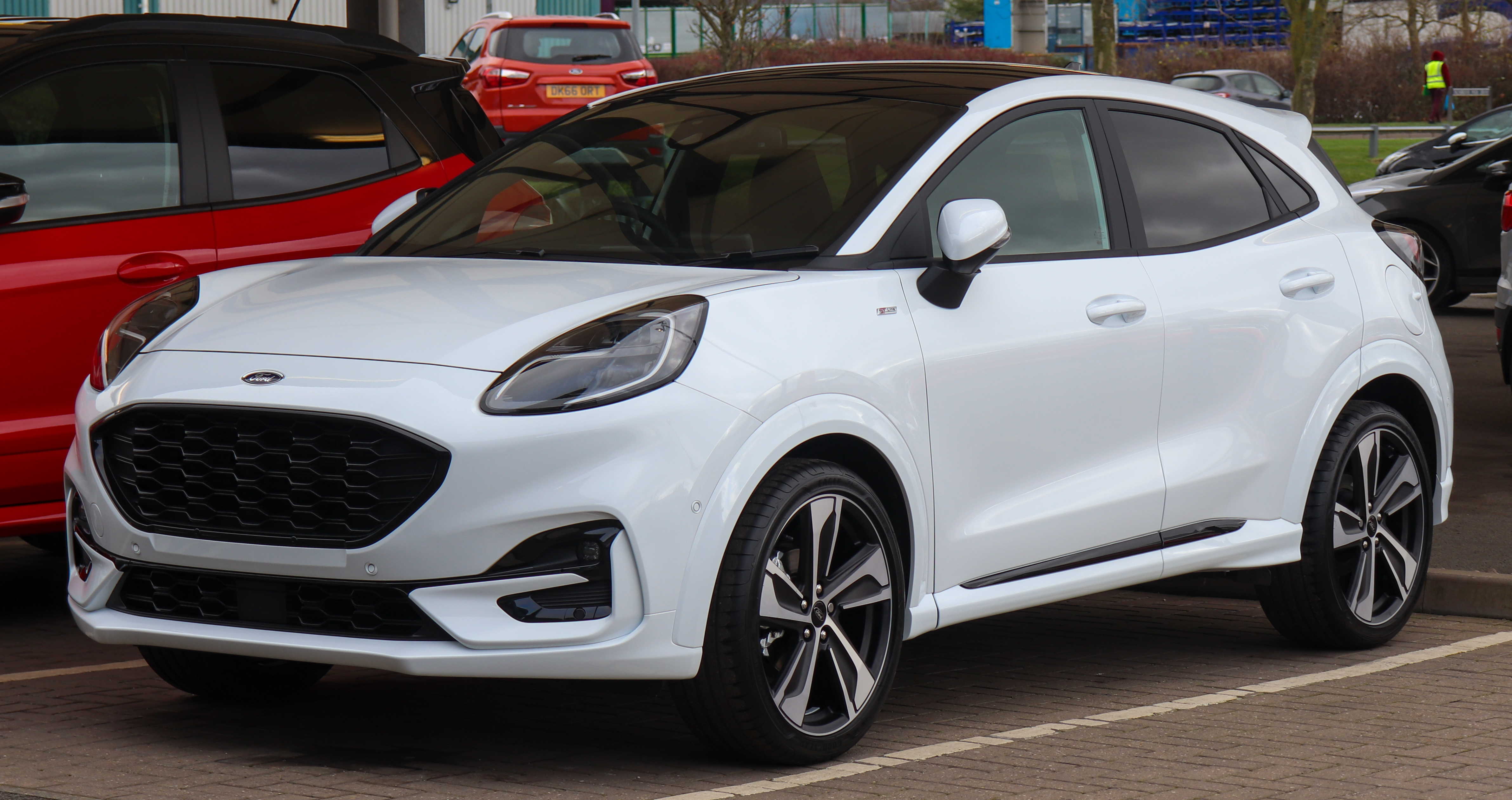
2020 Puma ST-Line X (до рестайлинга; вид спереди)
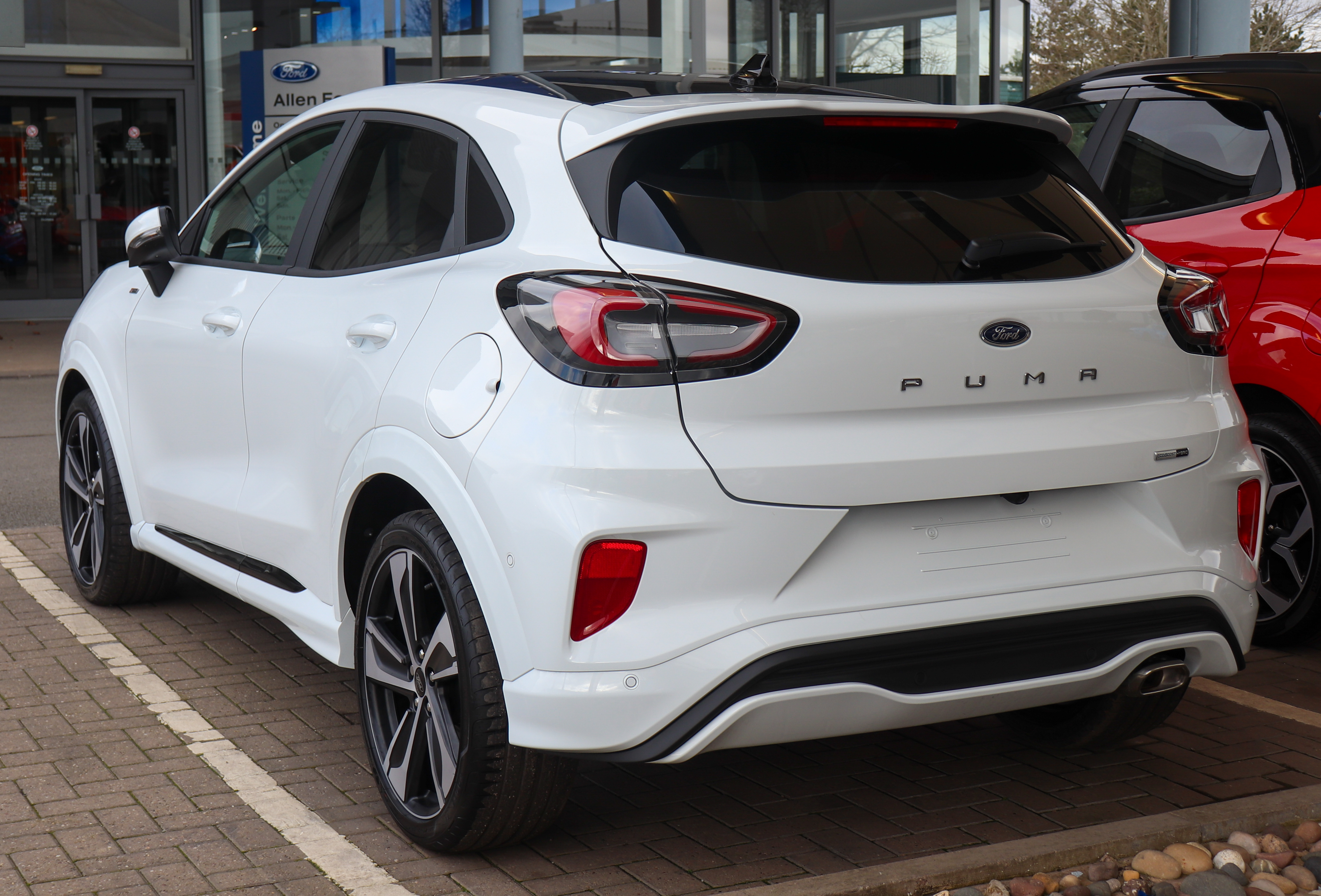
2020 Puma ST-Line X (до рестайлинга; вид сзади)
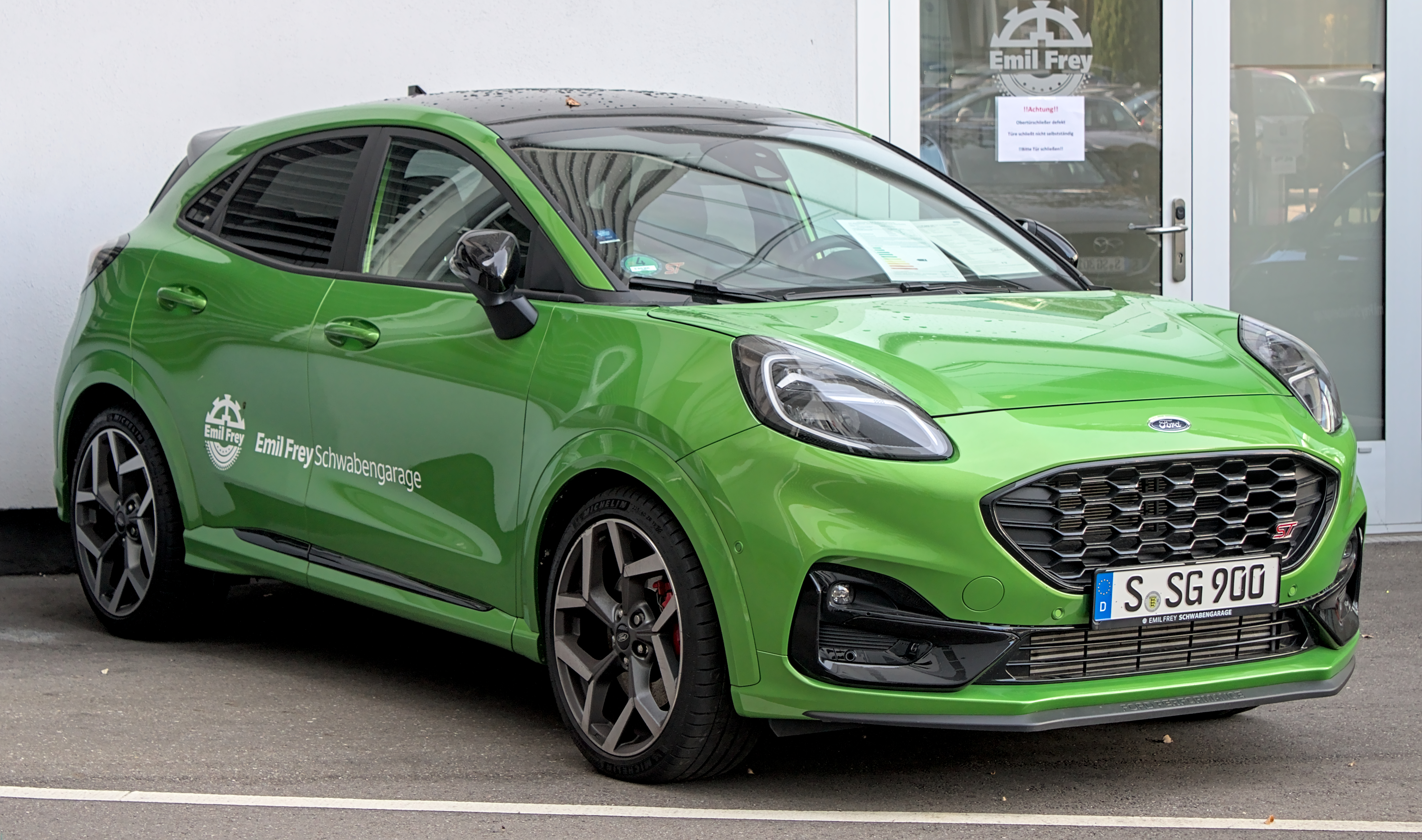
Puma ST (до рестайлинга; вид спереди)
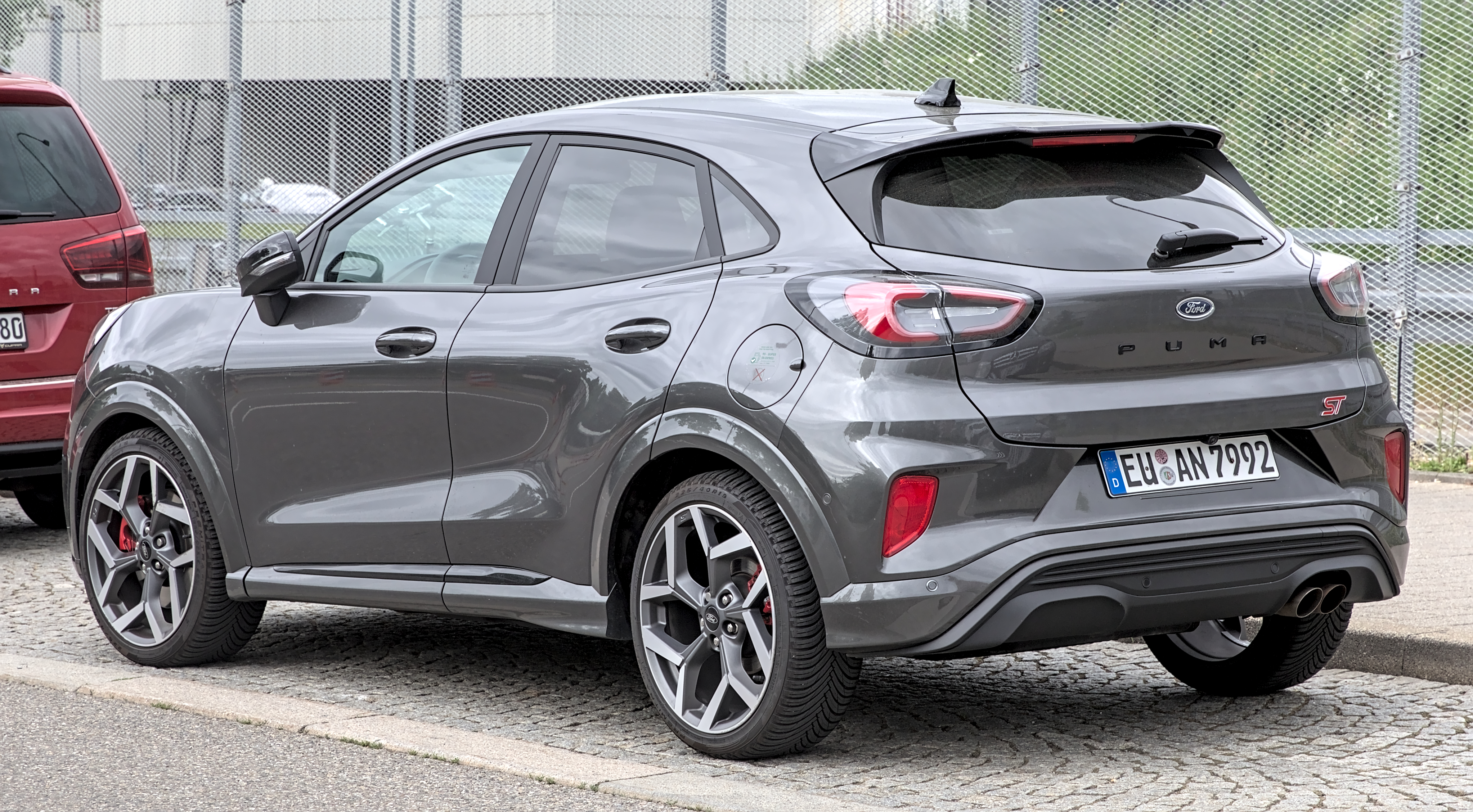
Puma ST (до рестайлинга; вид сзади)
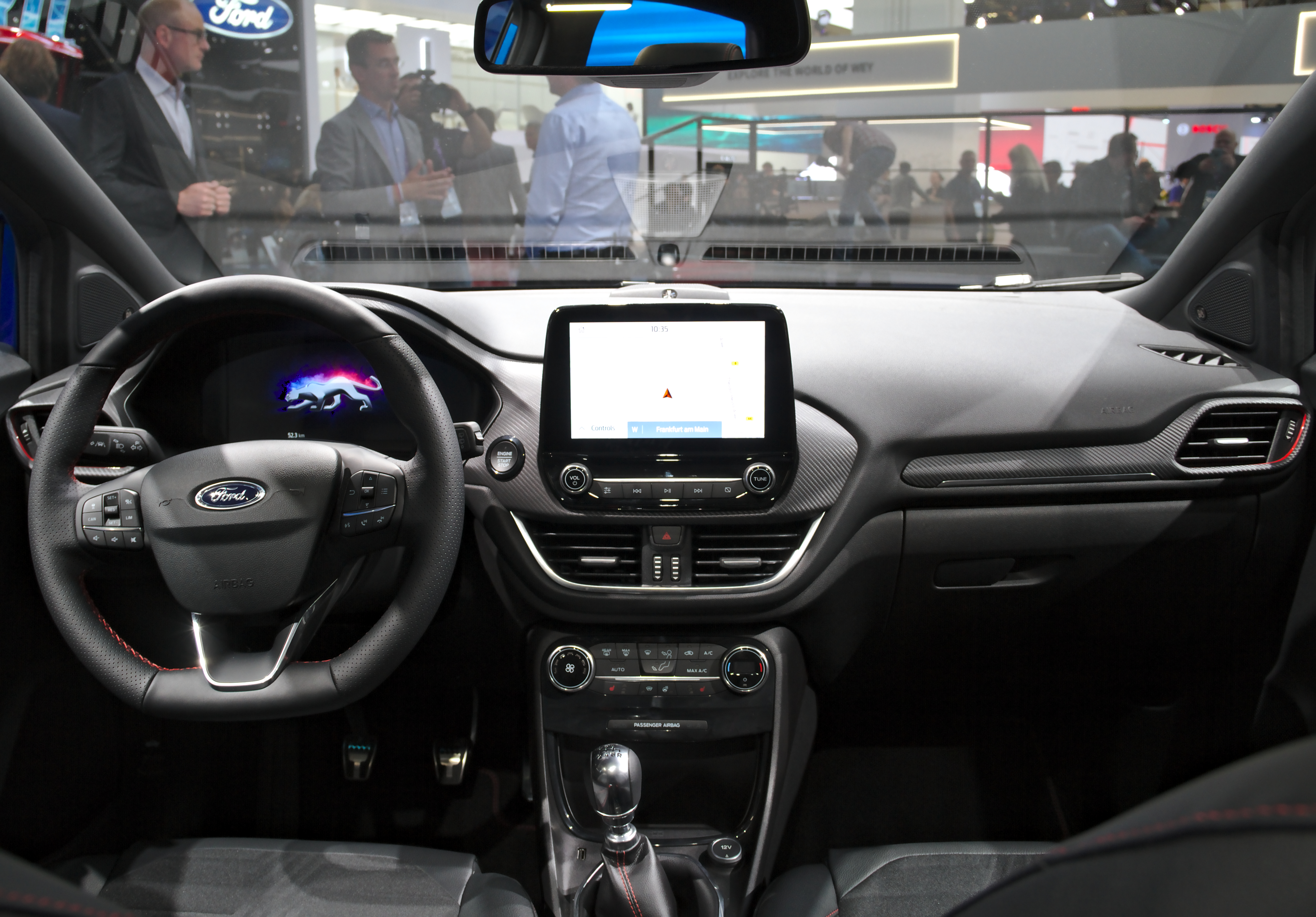
Интерьер (до рестайлинга)

## Рестайлинг
В феврале 2024 года Ford Puma подвергся значительному рестайлингу: был обновлён экстерьер автомобиля, в том числе радиаторная решётка, фары и бампер. Интерьер также был обновлён: появились новые материалы, информационно-развлекательная система с увеличенным сенсорным экраном и расширенные возможности подключения. Чтобы оставаться конкурентоспособным в своём классе, автомобиль получил более экономичные двигатели и инновационные системы помощи водителю. 

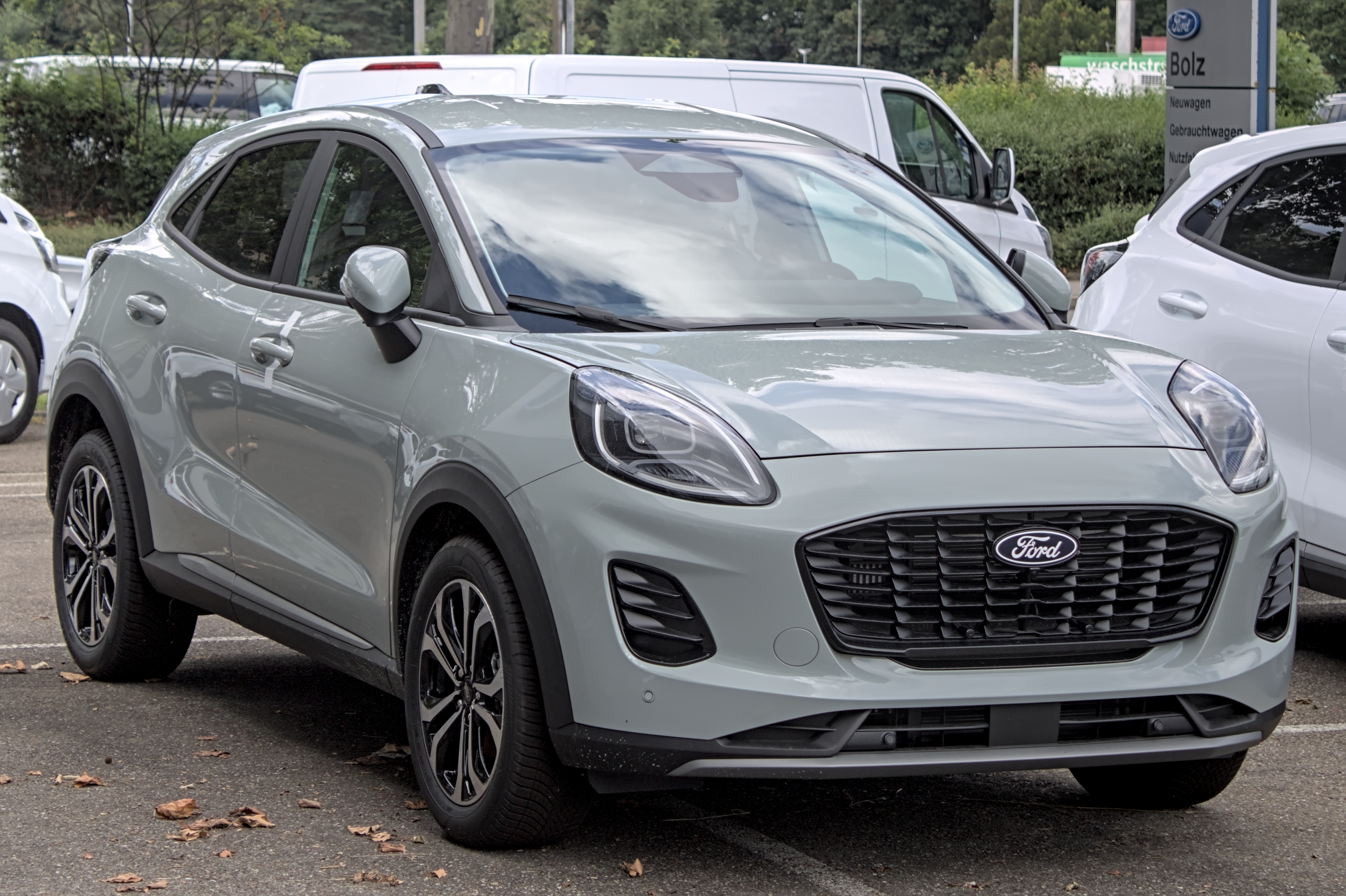
Вид спереди
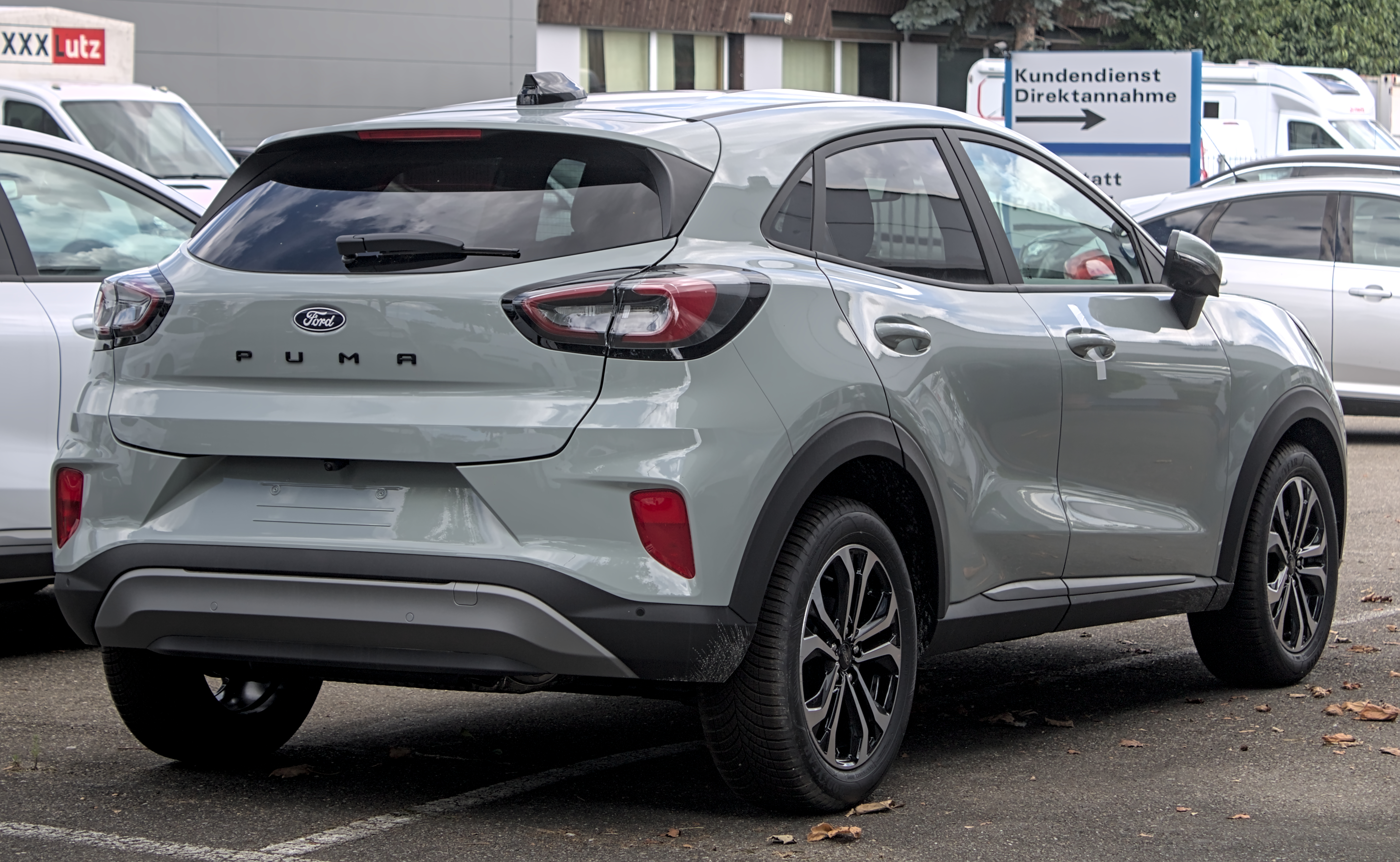
Вид сзади

## Puma Gen-E
Puma Gen-E дебютировал 3 декабря 2024 года. О дебюте было объявлено в 2022 году.
Электромобиль Ford Puma Gen-E выпускается на заводе Ford Otosan в Крайове, Румыния, в то время как электродвигатель изготавливается на заводе Ford в Хейлвуде, Великобритания. Элементы дизайна напоминают Mustang Mach-E, при этом автомобиль сохранил практичные размеры стандартного Puma.

Ford Puma Gen-E оснащён литий-никель-марганец-кобальт-оксидным аккумулятором ёмкостью 46,0 кВт⋅ч (43,6 кВт⋅ч в годном использовании), поставляемым южнокорейской компанией SK On, и электродвигателем мощностью 123,5 кВт (166 л. с.) и крутящим моментом 290 Н·м. Разгон от 0 до 100 км/ч составляет 8,0 секунд, максимальная скорость — 160 км/ч. Запас хода по циклу WLTP составляет 347—376 км (в городских условиях — 506—523 км). Среди примечательных особенностей — возможность быстрой зарядки постоянным током мощностью 100 кВт на 10—80% примерно за 23 минуты, отсек для хранения под полом GigaBox, который увеличивает объём багажника до 574 литров, и передний багажник объёмом 43 литра. В Европу автомобиль поставляется с весны 2025 года.

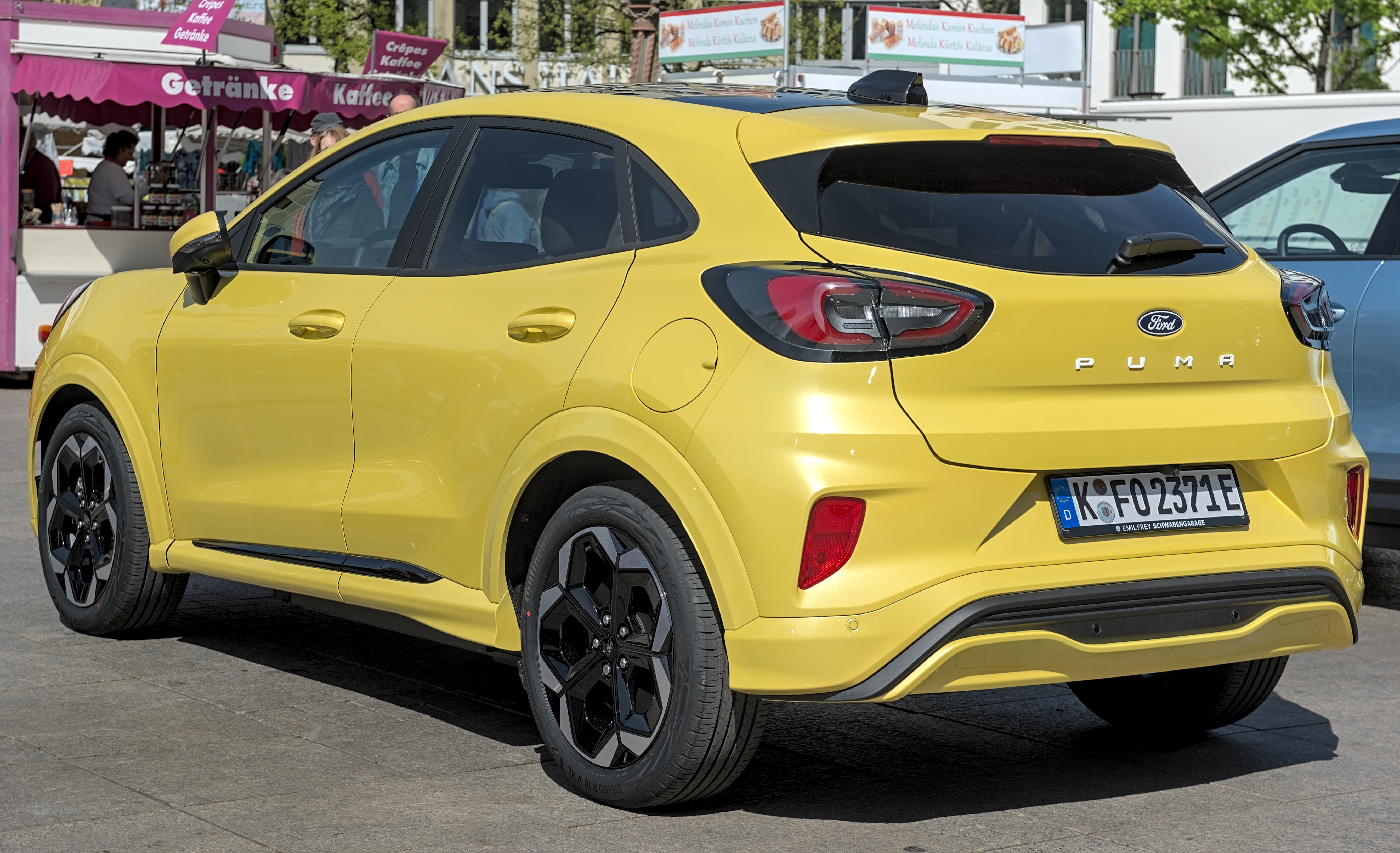
Вид сзади

## Награды
В январе 2020 года английский автомобильный журнал What Car? назвал Ford Puma «Автомобилем года-2020», автомобиль обошёл как и прямых конкурентов Skoda Kamiq и Audi Q2 в зачёте кроссоверов, так и победил в общем зачёте, обойдя такие модели, как Tesla Model 3, Skoda Scala и Alfa Romeo Giulia Quadrifoglio.